# Trentepohlia strepens
Trentepohlia strepens är en tvåvingeart som beskrevs av Alexander 1936. Trentepohlia strepens ingår i släktet Trentepohlia och familjen småharkrankar. Inga underarter finns listade i Catalogue of Life.